# Вербилово (Могилёвская область)
Верби́лово (бел. Вярбілава) — деревня в составе Лапичского сельсовета Осиповичского района Могилёвской области Белоруссии.

## Географическое положение
Вербилово, находящееся рядом с автодорогой Минск — Бобруйск, расположено в 22 км на северо-запад от Осиповичей, в 1 км от ж/д станции Лапичи и в 155 км от Могилёва в окружении леса. Планировку составляет улица, застроенная по обеим сторонам деревянными домами.

## История
Вербилово было основано жителями соседних деревень на некогда помещичьих землях в 1920-е годы. В колхоз жители вступили в 1930-е годы.
Во время Великой Отечественной войны Вербилово было оккупировано немецко-фашистскими войсками с конца июня 1941 года по 30 июня 1944 года. В январе 1943 года оккупантами деревня была сожжена, при этом были убиты 45 жителей. На фронте погибли 5 жителей.

## Население
- 1940 год — 90 человек, 18 дворов[1]
- 1959 год — 49 человек[1]
- 1970 год — 60 человек[1]
- 1986 год — 33 человека, 20 хозяйств[1]
- 2002 год — 26 человек, 15 хозяйств[1]
- 2007 год — 18 человек, 9 хозяйств[1]

## Комментарии
1. ↑  Название и ударение даны по: Назвы населеных пунктаў Рэспублікі Беларусь: Магілёўская вобласць: нарматыўны даведнік / І. А. Гапоненка і інш.; пад рэд. В. П. Лемцюговай. — Минск: Тэхналогія, 2007. — С. 64. — 406 с. — ISBN 978-985-458-159-0..